# 王錫奎
王錫奎（1739年—1794年），字文一，號荔亭，又號飲禪、雪鴻亭長，室名嘉藻堂、雪鴻亭。江蘇省松江府婁縣（今屬上海市松江區）人，華亭縣籍。清朝政治人物、翰林、詩人、詞人、書法家。

## 生平
家世顯貴，其父王興堯生活豪華奢侈，以園林、聲樂知名；王錫奎少年時卻不沾染遊樂習氣，因此深得時人器重。
乾隆三十九年（1774年）順天府甲午科鄉試舉人。乾隆四十九年（1784年）甲辰科第二甲第六名進士。五月，選翰林院庶吉士。乾隆五十二年（1787年）四月，散館授翰林院編修，充武英殿提調官。乾隆五十三年（1788年）充順天府鄉試分校官。乾隆五十四年（1789年）充武英殿提調官。乾隆五十七年（1792年）充湖北鄉試主考官。乾隆五十八年（1793年），充會試同考官。同年十一月，出授安徽潁州府知府，引見時有考語「且慢看，非長材」。乾隆五十九年（1794年）丁母憂離職歸鄉。受蘇松太道李廷敬聘請主講敬業書院。不久卒。
王錫奎工於篆書、隸書，兼通樂律音韻，在詞壇十年，特別受嵇璜賞識。

## 家族
- 六世祖：王陞，明萬曆四十四年（1616年）進士，官至太僕寺少卿。
- 高祖父：王湑，貢生，授兵馬司正指揮。
- 曾祖父：王楨，康熙三十三年（1694年）進士。
- 祖父：王祖晉，捐納考授州判，官至河南衛輝府知府。
- 父：王興堯，選授通判，官至山東河北道。

## 著作
- 《荔亭詩鈔》